# Barbara Yi
Św. Barbara Yi (ko. 이 바르바라) (ur. 1825 w Korei - zm. 27 maja 1839 w Seulu) – męczennica, święta Kościoła katolickiego.
Barbara Yi jako dziecko straciła rodziców i mieszkała u swoich ciotek Magdaleny Yi Yŏng-hŭi i Barbary Yi Chŏng-hŭi. Podczas prześladowań została aresztowana i kilkakrotnie torturowana. Została odesłana przez sędziego do aresztu, bo uważał, że jest za młoda żeby skazać ją na śmierć. Zachorowała tam na tyfus. Zmarła w więzieniu po upływie około tygodnia 27 maja 1839 roku.
Dniem jej wspomnienia jest 20 września (w grupie 103 męczenników koreańskich).
Beatyfikowana 5 lipca 1925 przez Piusa XI, kanonizowana 6 maja 1984 przez Jana Pawła II w grupie 103 męczenników koreańskich.